# Unionville (Carolina del Nord)
Unionville és una població dels Estats Units a l'estat de Carolina del Nord. Segons el cens del 2000 tenia 4.797 habitants.

## Demografia
Segons el cens del 2000, Unionville tenia 4.797 habitants, 1.670 habitatges i 1.382 famílies. La densitat de població era de 70,7 habitants per km².
Dels 1.670 habitatges en un 44,3% hi vivien nens de menys de 18 anys, en un 72,4% hi vivien parelles casades, en un 6,8% dones solteres, i en un 17,2% no eren unitats familiars. En el 14,4% dels habitatges hi vivien persones soles el 5,3% de les quals corresponia a persones de 65 anys o més que vivien soles. El nombre mitjà de persones vivint en cada habitatge era de 2,85 i el nombre mitjà de persones que vivien en cada família era de 3,15.
Per edats la població es repartia de la següent manera: un 29% tenia menys de 18 anys, un 6,6% entre 18 i 24, un 34,8% entre 25 i 44, un 20,9% de 45 a 60 i un 8,8% 65 anys o més.
L'edat mediana era de 35 anys. Per cada 100 dones de 18 o més anys hi havia 96,2 homes.
La renda mediana per habitatge era de 57.478 $ i la renda mediana per família de 62.736 $. Els homes tenien una renda mediana de 40.145 $ mentre que les dones 28.889 $. La renda per capita de la població era de 20.266 $. Entorn del 3% de les famílies i el 5,3% de la població estaven per davall del llindar de pobresa.

## Poblacions més properes
El següent diagrama mostra les poblacions més properes.